# Raffineriebezirk

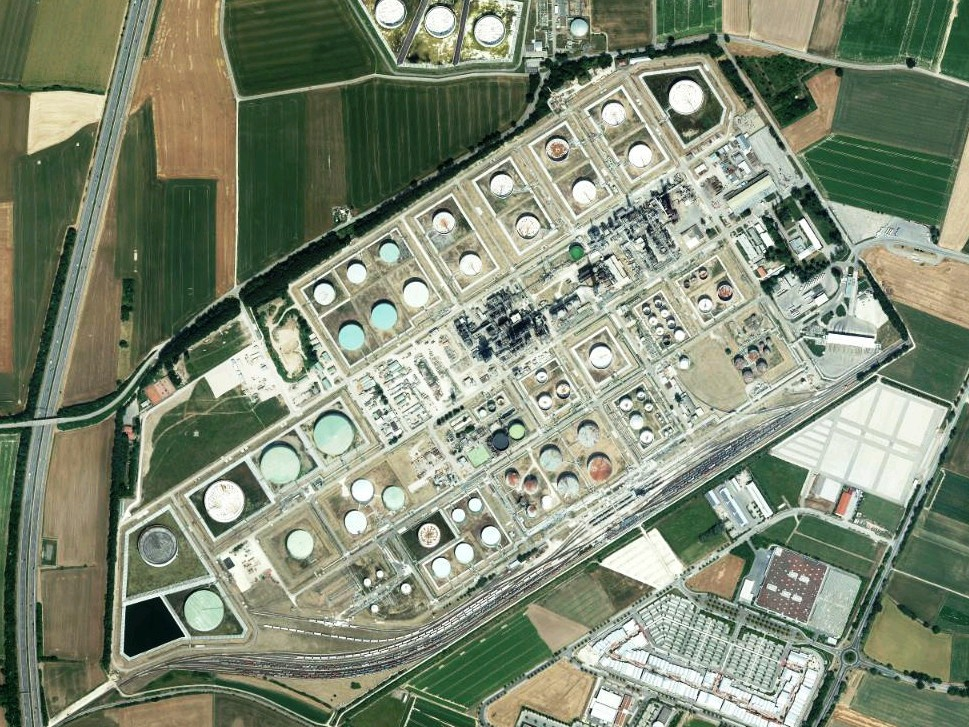
Luftbild der Raffinerie Ingolstadt

Der Raffineriebezirk ist ein Unterbezirk im Nordosten der oberbayerischen Stadt Ingolstadt. Er liegt unmittelbar an der Stadtgrenze und umfasst das Gelände der Gunvor-Raffinerie. Im Süden wird er durch die Trasse der Werksbahn begrenzt. Er bildet den Unterbezirk 84 im Stadtbezirk VIII Oberhaunstadt. Seine Fläche beträgt 125,1 Hektar, es ist keine Wohnbevölkerung ausgewiesen (Stand: 31. Dezember 2017).